# Franco Nanni (1944)
Franco Nanni (Riccione, 27 agosto 1944) è un ex calciatore italiano, di ruolo terzino.

## Carriera
Primi calci in parrocchia a Miramare, a 16 anni passa all’Alba Riccione dove vince il campionato di Promozione. L'anno dopo va al Rimini dove gioca tre stagioni in Serie C.
Nel 1965 passa al Venezia in Serie B, dove conquista subito la promozione in massima serie, debuttando in Serie A il 18 settembre 1966 in Milan-Venezia (2-1), e in quella stagione totalizzerà 20 presenze in massima serie con i lagunari che scendono di categoria, cosa che avverrà anche l'anno successivo dalla Serie B alla Serie C; Nanni gioca quindi il suo ultimo anno a Venezia in terza serie nel 1969.
Nell'ottobre 1973 è il primo calciatore ad essere espulso nel campionato italiano tramite l'esposizione del cartellino rosso, da parte dell'arbitro Fernando Lazzaroni durante l'incontro Cesena-Verona.
Successivamente il Verona lo riporta in Serie A, dove giocherà in maglia gialloblù fino al termine della carriera (salvo una stagione in Serie B nel 1974-1975), giocando sempre come terzino destro. Nella Coppa Italia 1975-1976 con la casacca veronese perde la finale contro il Napoli.

## Palmarès

### Club

#### Competizioni nazionali
- Serie B: 1

Venezia: 1965-1966
Verona promosso in A 1974/75